# Campeonato Europeo de Natación en Piscina Corta de 2000
El IV Campeonato Europeo de Natación en Piscina Corta se celebró en Valencia (España) entre el 14 y el 17 de diciembre de 2000. Fue organizado por la Liga Europea de Natación (LEN) y la Real Federación Española de Natación. 
Las competiciones se realizaron en una piscina provisional construida en el Palacio Velódromo Luis Puig de la ciudad levantina. 

## Resultados

### Masculino
| Evento                   | Oro                                                                                              | Plata                                                                                         | Bronce                                                                            |
| ------------------------ | ------------------------------------------------------------------------------------------------ | --------------------------------------------------------------------------------------------- | --------------------------------------------------------------------------------- |
| 50 m libre (14.12)       | Stefan Nystrand · Suecia · 21,52                                                                 | Mark Foster Reino Unido 21,60                                                                 | Olexandr Volynets · Ucrania · 21,70                                               |
| 100 m libre (16.12)      | Stefan Nystrand · Suecia · 47,56                                                                 | Denis Pimankov · Rusia · 47,69                                                                | Karel Novy · Suiza · 47,87                                                        |
| 200 m libre (17.12)      | Massimiliano Rosolino · Italia · 1:44,63                                                         | Květoslav Svoboda · República Checa · 1:45,27                                                 | Paul Palmer Reino Unido 1:46,24                                                   |
| 400 m libre (14.12)      | Massimiliano Rosolino · Italia · 3:39,59                                                         | Paul Palmer Reino Unido 3:44,80                                                               | Květoslav Svoboda · República Checa · 3:47,36                                     |
| 1500 m libre (16.12)     | Massimiliano Rosolino · Italia · 14:36,93                                                        | Frederik Hviid · España · 14:53,93                                                            | Ihor Chervynsky · Ucrania · 14:56,36                                              |
| 50 m espalda (15.12)     | Ante Mašković · Croacia · 24,60                                                                  | Örn Arnarson Islandia 24,81                                                                   | Darius Grigalionis · Lituania · 24,82                                             |
| 100 m espalda (17.12)    | Örn Arnarson Islandia 52,28                                                                      | Gordan Kožulj · Croacia · 52,57                                                               | Przemysław Wilant · Polonia · 53,21                                               |
| 200 m espalda (14.12)    | Örn Arnarson Islandia 1:52,90                                                                    | Gordan Kožulj · Croacia · 1:53,50                                                             | Blaž Medvešek Eslovenia 1:54,61                                                   |
| 50 m braza (16.12)       | Mark Warnecke · Alemania · Daniel Málek · República Checa · Domenico Fioravanti · Italia · 27,11 | —                                                                                             | —                                                                                 |
| 100 m braza (15.12)      | Domenico Fioravanti · Italia · 58,89                                                             | Daniel Málek · República Checa · 59,67                                                        | Darren Mew Reino Unido 1:00,04                                                    |
| 200 m braza (17.12)      | Stéphan Perrot Francia 2:07,58                                                                   | Domenico Fioravanti · Italia · 2:08,76                                                        | Daniel Málek · República Checa · 2:08,86                                          |
| 50 m mariposa (17.12)    | Mark Foster Reino Unido 23,31                                                                    | Jere Hård · Finlandia · 23,48                                                                 | Jorge Luis Ulibarri · España · 23,61                                              |
| 100 m mariposa (15.12)   | Thomas Rupprath · Alemania · 51,31                                                               | Lars Frölander · Suecia · 51,76                                                               | Anatoli Poliakov · Rusia · 52,54                                                  |
| 200 m mariposa (16.12)   | Thomas Rupprath · Alemania · 1:53,28                                                             | Anatoli Poliakov · Rusia · 1:54,01                                                            | Stephen Parry Reino Unido 1:54,37                                                 |
| 100 m estilos (17.12)    | Peter Mankoč Eslovenia 54,14                                                                     | Indrek Sei Estonia 54,22                                                                      | Davide Cassol · Italia · 55,10                                                    |
| 200 m estilos (14.12)    | Massimiliano Rosolino · Italia · 1:56,62                                                         | Christian Keller · Alemania · 1:57,68                                                         | Peter Mankoč Eslovenia 1:58,14                                                    |
| 400 m estilos (15.12)    | Alessio Boggiatto · Italia · 4:10,61                                                             | Frederik Hviid · España · 4:12,94                                                             | Michael Halika Israel 4:13,48                                                     |
| 4 × 50 m libre (17.12)   | Suecia · Joakim Dahl · Stefan Nystrand · Lars Frölander · Claes Andersson · 1:27,52              | Alemania · Thomas Winkler · Stephan Kunzelmann · Stefan Herbst · Sven Guske · 1:27,81         | Reino Unido Anthony Howard Mark Foster Stephen Parry Matthew Kidd 1:28,18         |
| 4 × 50 m estilos (14.12) | Alemania · Sebastian Halgasch · Mark Warnecke · Thomas Rupprath · Thomas Winkler · 1:36,23       | Ucrania · Volodymyr Nikolaichuk · Oleg Lisogor · Andri Serdinov · Olexandr Volynets · 1:37,48 | Croacia · Ante Mašković · Vanja Rogulj · Tomislav Karlo · Duje Draganja · 1:37,71 |

### Femenino
| Evento                   | Oro                                                                                              | Plata                                                                                   | Bronce                                                                                 |
| ------------------------ | ------------------------------------------------------------------------------------------------ | --------------------------------------------------------------------------------------- | -------------------------------------------------------------------------------------- |
| 50 m libre (17.12)       | Therese Alshammar · Suecia · 24,09                                                               | Alison Sheppard Reino Unido 24,48                                                       | Anna-Karin Kammerling · Suecia · 24,75                                                 |
| 100 m libre (15.12)      | Therese Alshammar · Suecia · 53,13                                                               | Johanna Sjöberg · Suecia · 53,82                                                        | Martina Moravcová · Eslovaquia · 53,97                                                 |
| 200 m libre (17.12)      | Martina Moravcová · Eslovaquia · 1:56,51                                                         | Karen Pickering Reino Unido 1:57,22                                                     | Karen Legg Reino Unido 1:57,60                                                         |
| 400 m libre (16.12)      | Irina Ufimtseva · Rusia · 4:06,71                                                                | Jana Pechanová · República Checa · 4:09,52                                              | Rebecca Cooke Reino Unido 4:10,80                                                      |
| 800 m libre (15.12)      | Chantal Strasser · Suiza · 8:27,23                                                               | Rebecca Cooke Reino Unido 8:29,24                                                       | Jana Pechanová · República Checa · 8:31,17                                             |
| 50 m espalda (16.12)     | Ilona Hlaváčková · República Checa · 27,84                                                       | Nina Zhivanevskaya · España · 28,10                                                     | Daniela Samulski · Alemania · 28,12                                                    |
| 100 m espalda (15.12)    | Ilona Hlaváčková · República Checa · 58,82                                                       | Katy Sexton Reino Unido 1:00,04                                                         | Nina Zhivanevskaya · España · 1:00,09                                                  |
| 200 m espalda (17.12)    | Joanna Fargus Reino Unido 2:08,19                                                                | Nina Zhivanevskaya · España · 2:09,15                                                   | Anja Čarman Eslovenia 2:10,71                                                          |
| 50 m braza (14.12)       | Emma Igelström · Suecia · 31,26                                                                  | Agnieszka Braszkiewicz · Polonia · 31,55                                                | Anne-Mari Gulbrandsen · Noruega · 31,70                                                |
| 100 m braza (17.12)      | Alicja Pęczak · Polonia · 1:06,95                                                                | Emma Igelström · Suecia · 1:07,14                                                       | Anne-Mari Gulbrandsen · Noruega · 1:08,17                                              |
| 200 m braza (15.12)      | Emma Igelström · Suecia · 2:24,05                                                                | Alicja Pęczak · Polonia · 2:24,17                                                       | Anne-Mari Gulbrandsen · Noruega · 2:25,55                                              |
| 50 m mariposa (15.12)    | Anna-Karin Kammerling · Suecia · 25,60                                                           | Karen Egdal Dinamarca 26,72                                                             | Johanna Sjöberg · Suecia · 26,74                                                       |
| 100 m mariposa (17.12)   | Martina Moravcová · Eslovaquia · 57,54                                                           | Johanna Sjöberg · Suecia · 57,86                                                        | Mette Jacobsen Dinamarca 58,91                                                         |
| 200 m mariposa (14.12)   | Annika Mehlhorn · Alemania · 2:05,77                                                             | Mette Jacobsen Dinamarca 2:07,70                                                        | Petra Zahrl · Austria · 2:09,29                                                        |
| 100 m estilos (16.12)    | Martina Moravcová · Eslovaquia · 1:00,58                                                         | Annika Mehlhorn · Alemania · 1:01,21                                                    | Susan Rolph Reino Unido 1:01,25                                                        |
| 200 m estilos (14.12)    | Yana Klochkova · Ucrania · 2:10,75                                                               | Oxana Verevka · Rusia · 2:12,15                                                         | Susan Rolph Reino Unido 2:12,28                                                        |
| 400 m estilos (17.12)    | Yana Klochkova · Ucrania · 4:35,11                                                               | Annika Mehlhorn · Alemania · 4:39,02                                                    | Rachel Corner Reino Unido 4:40,11                                                      |
| 4 × 50 m libre (15.12)   | Suecia · Annika Lofstedt · Therese Alshammar · Johanna Sjöberg · Anna-Karin Kammerling · 1:38,21 | Reino Unido Alison Sheppard Susan Rolph Karen Pickering Rosalind Brett 1:38,39          | Alemania · Britta Steffen · Petra Dallmann · Daniela Samulski · Verena Witte · 1:39,63 |
| 4 × 50 m estilos (16.12) | Suecia · Therese Alshammar · Emma Igelström · Anna-Karin Kammerling · Johanna Sjöberg · 1:48,31  | Alemania · Daniela Samulski · Sylvia Gerasch · Marietta Uhle · Petra Dallmann · 1:50,96 | Reino Unido Sarah Price Heidi Earp Rosalind Brett Alison Sheppard 1:51,20              |

## Medallero
| Núm. | País            | Oro | Plata | Bronce | Total |
| ---- | --------------- | --- | ----- | ------ | ----- |
| 1    | Suecia          | 10  | 4     | 2      | 16    |
| 2    | Italia          | 7   | 1     | 1      | 9     |
| 3    | Alemania        | 5   | 5     | 2      | 12    |
| 4    | República Checa | 3   | 3     | 3      | 9     |
| 5    | Eslovaquia      | 3   | 0     | 1      | 4     |
| 6    | Reino Unido     | 2   | 7     | 10     | 19    |
| 7    | Ucrania         | 2   | 1     | 2      | 5     |
| 8    | Islandia        | 2   | 1     | 0      | 3     |
| 9    | Rusia           | 1   | 3     | 1      | 5     |
| 10   | Croacia         | 1   | 2     | 1      | 4     |
| 10   | Polonia         | 1   | 2     | 1      | 4     |
| 12   | Eslovenia       | 1   | 0     | 3      | 4     |
| 13   | Suiza           | 1   | 0     | 1      | 2     |
| 14   | Francia         | 1   | 0     | 0      | 1     |
| 15   | España          | 0   | 4     | 2      | 6     |
| 16   | Dinamarca       | 0   | 2     | 1      | 3     |
| 17   | Estonia         | 0   | 1     | 0      | 1     |
| 17   | Finlandia       | 0   | 1     | 0      | 1     |
| 19   | Noruega         | 0   | 0     | 3      | 3     |
| 20   | Austria         | 0   | 0     | 1      | 1     |
| 20   | Israel          | 0   | 0     | 1      | 1     |
| 20   | Lituania        | 0   | 0     | 1      | 1     |
|      | TOTAL           | 40  | 37    | 37     | 114   |